# El Saladillo (Venezuela)
El Saladillo es un barrio tradicional de la ciudad de Maracaibo, estado Zulia en Venezuela.

## Nombre
El nombre de El Saladillo se originó por su ubicación al lado de un par de salinas llamadas salina ancha y salina angosta, salinas que iban desde el frente del actual malecón (puerto de maracaibo) hasta puente España en la ciudad de Maracaibo. En el primer intento de fundación de la ciudad de Maracaibo se menciona una salina, y por ello algunos autores y cronistas populares suponen que El Saladillo estaría íntimamente ligado a la fundación de la ciudad. 

## Historia
La primera mención histórica sobre el barrio data de 1774, cuando el Obispo Mariano Martí realizó una Visita Pastoral al ser trasladado de la diócesis de San Juan de Puerto Rico a la diócesis de Caracas Venezuela.
Durante los siglos XIX y XX se desarrolló un estilo local de vivienda popular adaptado a las condiciones climáticas de la ciudad, lo cual le dio un carácter autóctono y una identidad propia muy arraigada. Dentro de este espacio transcurría gran parte de la actividad gubernamental, religiosa y cultural de la ciudad.
En la década de los 70 (01/07/1970) bajo el Gobierno de Caldera y auspiciado por él avalado por el zuliano Hilarión Cardozo, un plan de desarrollo urbano destruyó gran parte de este barrio para crear y ampliar las vías de transporte automotor en el centro de la ciudad. Actualmente quedan pocos vestigios del barrio original, pero se conservan varias edificaciones históricas, especialmente en los alrededores de la Calle de la tradición o Calle Carabobo, la cual ha sido declarada Zona de Valor Histórico de la Nación y Patrimonio Histórico Artístico y Cultural de la ciudad de Maracaibo.
Actualmente, se encuentra en la Calle Carabobo, el centro turístico más llamativo de la ciudad de Maracaibo. Caribe Concert fue fundado por 'Augusto Pradelli', productor de la primera producción en Maracaibo Joligud, junto a uno de los primeros hoteles en el Zulia 'Hotel Caribe', con la intención de brindarle a los turistas venezolanos una sensación de alegría zuliana.

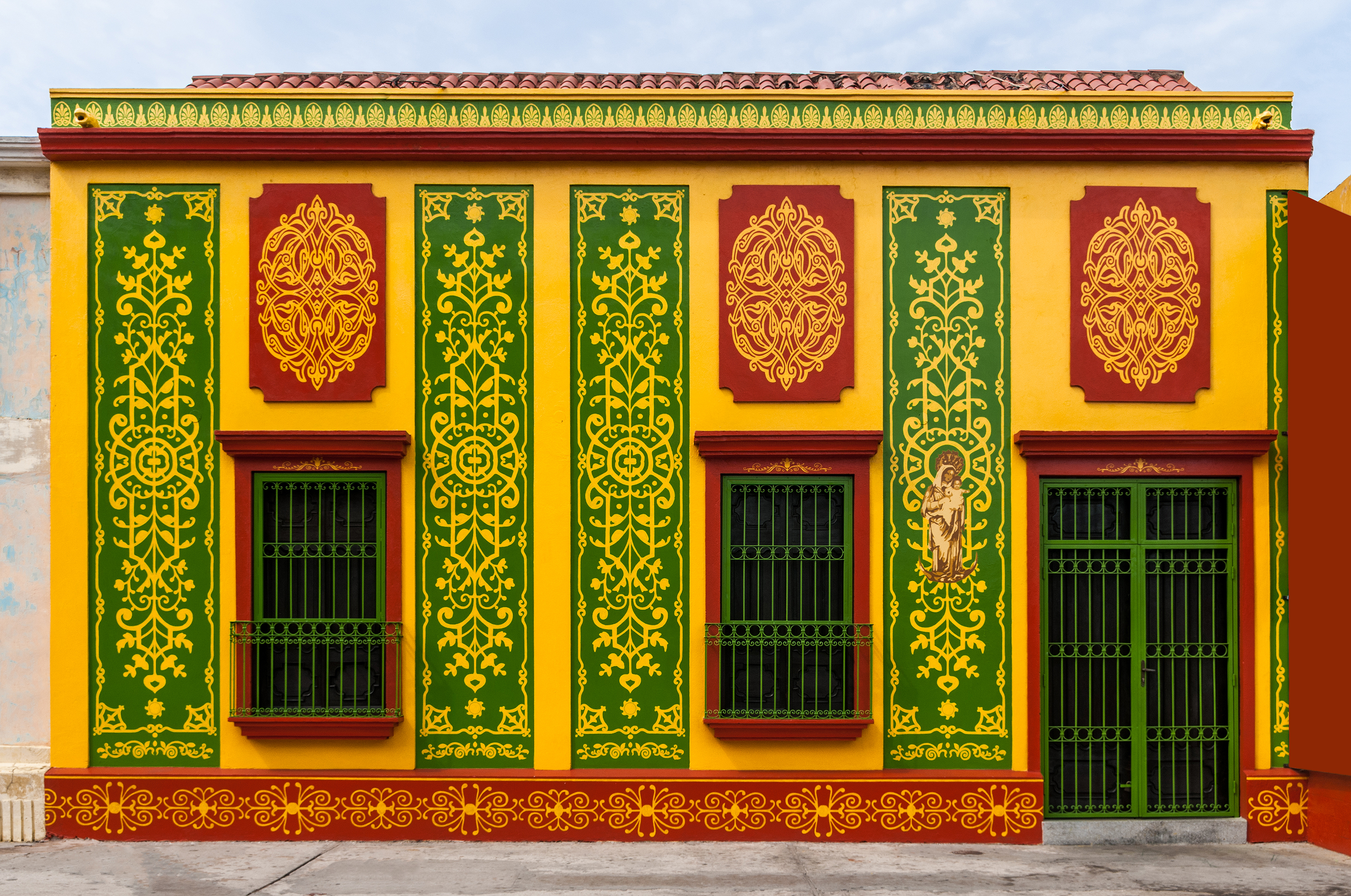
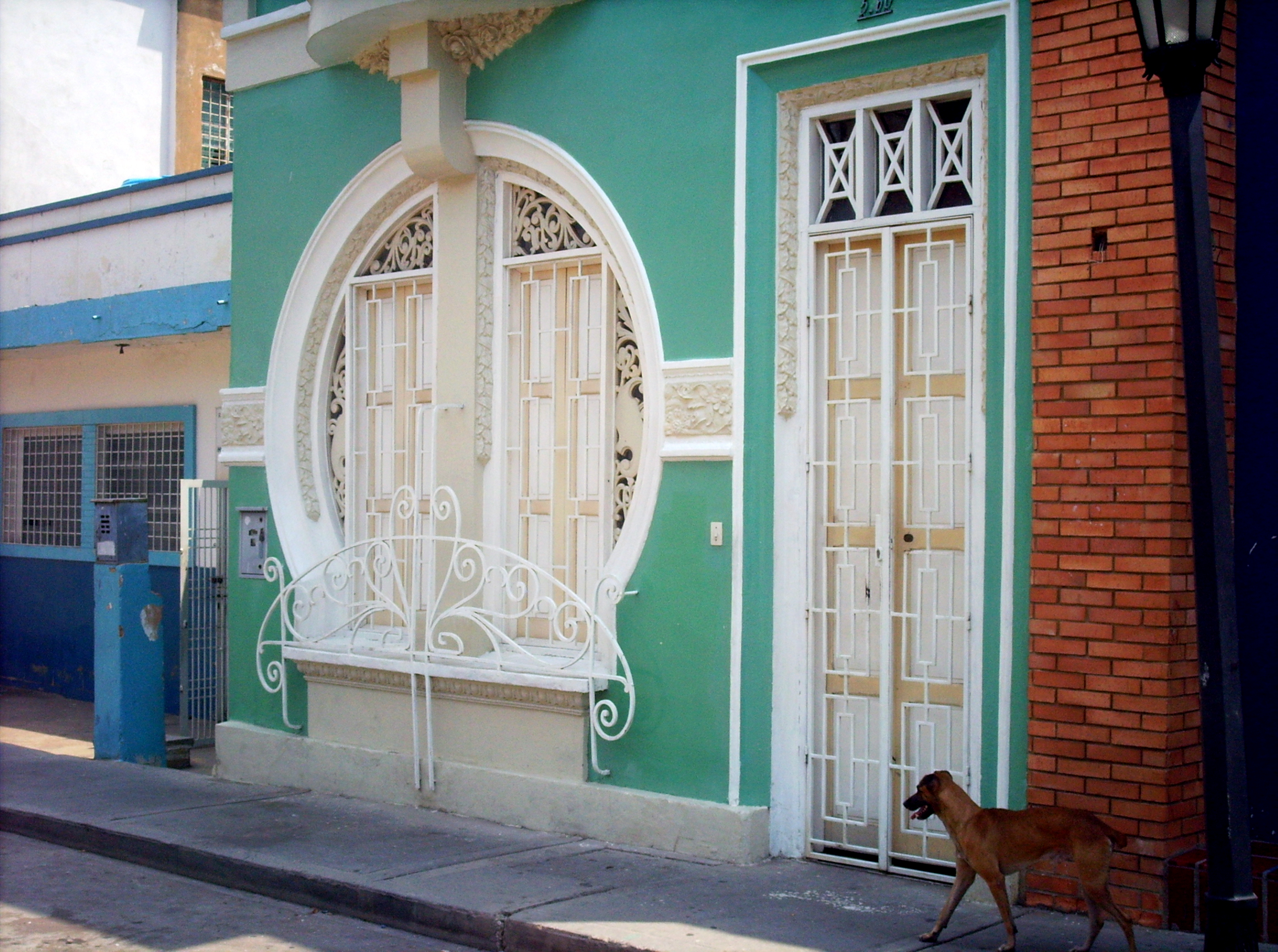
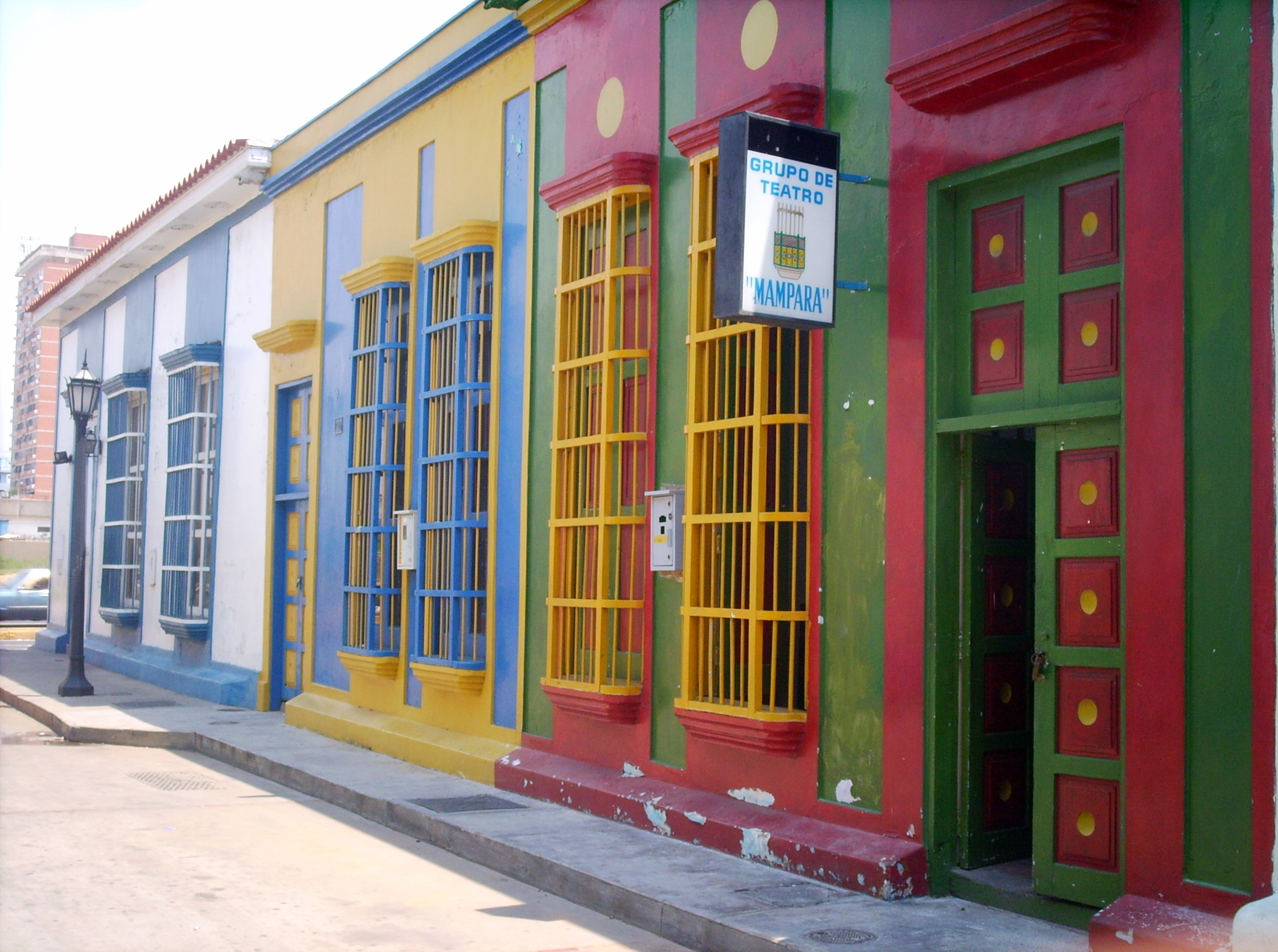
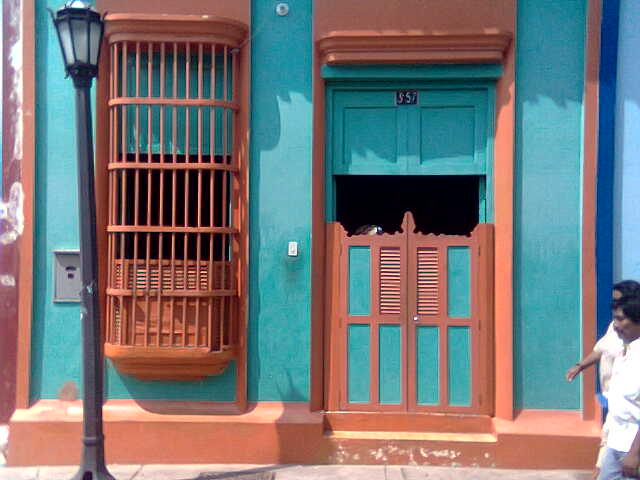
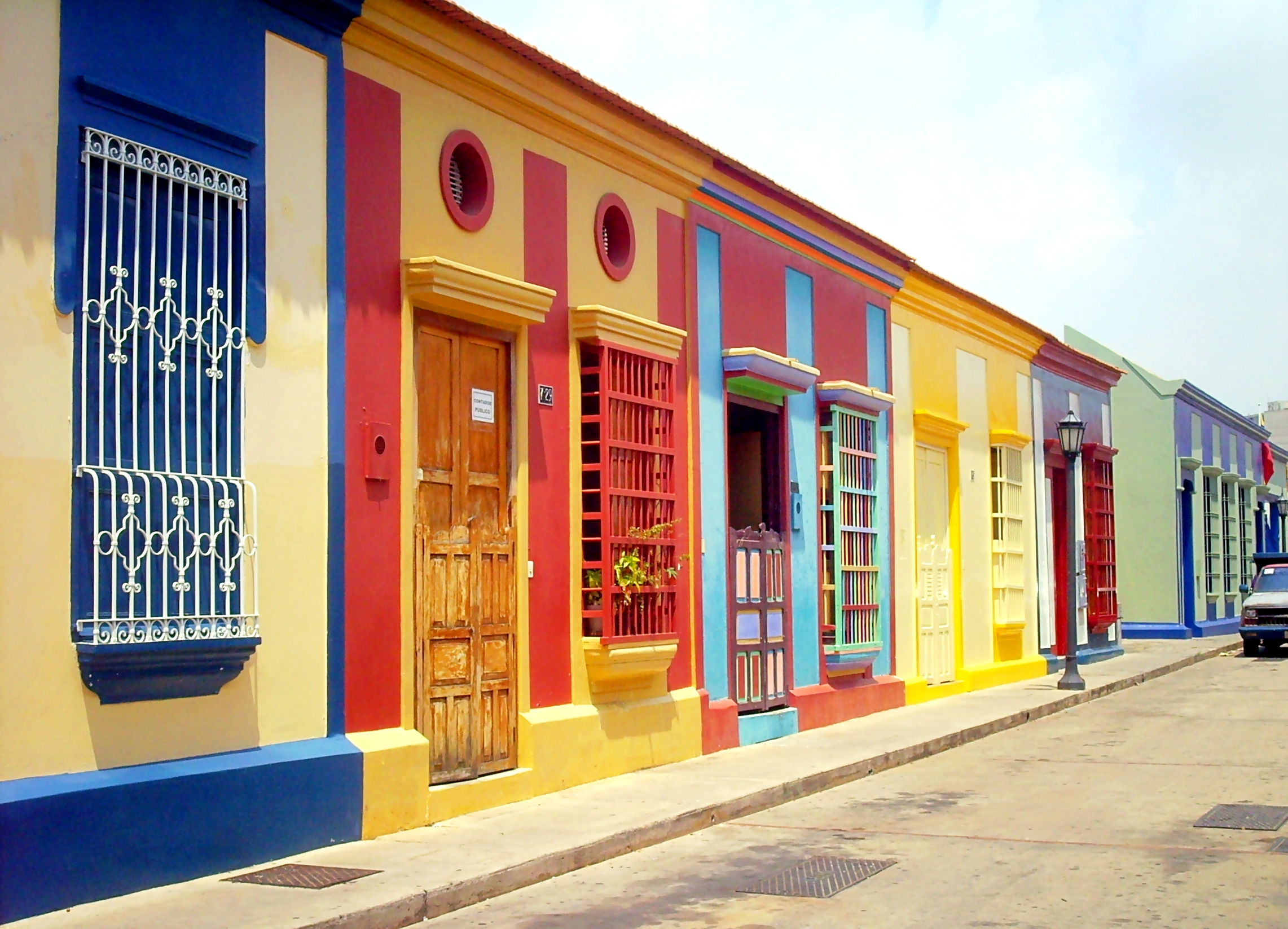
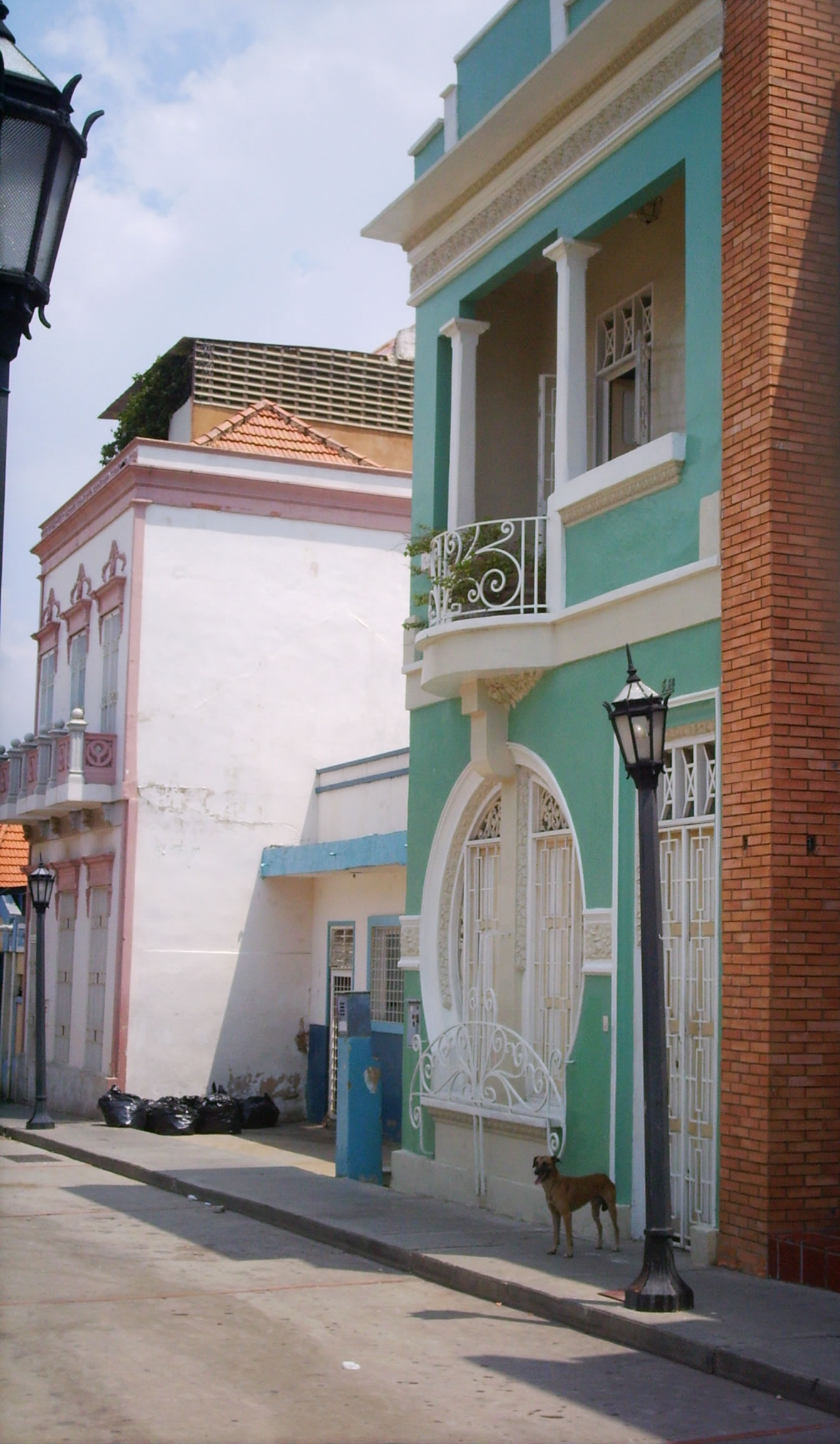